# Гаджиев, Магомед Магомедович (лингвист)
Магомед Магомедович Гаджиев (лезг. Мегьамед Мегьамедан хва Гьажиев; 1897—1958) — лезгинский филолог-кавказовед, доктор филологических наук, один из первых профессиональных филологов Дагестана стоявший у истоков ИЯЛИ ДНЦ РАН, соавтор первого большого лезгинско-русского словаря. Владел четырьмя языками: азербайджанским, табасаранским, русским и арабским. Общелингвистическую теоретическую подготовку получил в аспирантуре в Москве под руководством профессора Л. И. Жиркова. Тема диссертации посвящена синтаксису лезгинского языка.

## Биография
Магомед Гаджиев родился 10 декабря 1897 года в селении Магарамкент Кюринского округа в обеспеченной и образованной семье. Гаджиевы являются одним из тухумов, основавших селение Магарамкент. Название Магарамкента — Магарам — это имя одного из предков этого тухума. Отец будущего учёного Магомед отправился пешком в Мекку и вернулся только через три года. А у него в селении родился сын, которому имени не давали, пока отец не вернётся из Мекки. В семье отца учёного Гаджи-Магомеда было четыре сына и одна дочь: Ибрагим, Магомед (будущий учёный), Шафи, Мирзе и Гаджиханум.
Магомед был самым сообразительным, смекалистым ребёнком. Сначала он учился в Магарамкентской примечетской школе, в 1906 году — в школе, построенной его отцом, а затем в Алкадарском и Касумкентском медресе. Глубокие знания он получил от ал-Хасан-эфенди ал-Ахти из сел. Ахты, Рашид-эфенди ал-Микрахи из сел. Микрах, ‘Абд Аллах-эфенди ал-Худати из сел. Худат, изучал ещё арабский и азербайджанский языки. В 1908—1912 годах он — ученик Касумкентского пятиклассного училища. В 1913 году работал в хозяйстве отца. С 1914 года стал жить самостоятельно, в 1919 году работал в своём хозяйстве. Летом 1920 года поступил на учительские курсы в г. Дербент, а с осени 1920 года он уже учитель и заведующий Магарамкентской школы. С 1921 по 1923 год работал зав. Окрземотделом, учителем в Касумкентской школе. Летом 1924 года поступил опять на курсы учителей в г. Кубе Азербайджана. Переехал осенью в г. Дербент, куда получил назначение учителем в школу.
С сентября 1924 года по сентябрь 1925 года работал в школе № 3, одновременно занимал вакантную должность ответственного секретаря Дербентского отдела профсоюза работников просвещения, членом которого состоял с 1920 года. Затем был избран членом правления и ответственным секретарём Дагестанского областного отдела этого профсоюза. Осенью 1925 года М. М. Гаджиев переехал в г. Махачкала. Работал сначала ответственным секретарём, потом председателем, затем вновь ответственным секретарём областного отдела Рабпрос с 1925 по 1929 год. Потом работал в Наркомпросе, в Госиздате, в 1934 г. поступил в Дагестанский педагогический институт. До института помимо лезгинского языка М. М. Гаджиев владел ещё четырьмя языками: арабским, русским, азербайджанским и табасаранским. Здесь он стал изучать и немецкий язык. В то время ему было 34 года, он имел большую семью (четыре сына), болел туберкулёзом.
Пединститут тогда находился в Доме кадров (где ныне расположен ДагГАУ — аграрный университет). Учёбу он совмещал с работой. Когда не мог сидеть за столом, на кровати подкладывал под спину подушки и делал свои блестящие переводы с русского языка на лезгинский язык. Несмотря на трудности, в 1936 году он закончил институт и поступил на работу в Научно-исследовательский институт национальных культур. С этого времени началась его работа над лезгинским языком. Сначала он переводил учебники и газетные статьи с русского на лезгинский язык. Почувствовав, что знаний недостаточно, он решил продолжить образование и в том же году, поехав в Москву, поступил в аспирантуру. Научным руководителем его был полиглот, крупный специалист по кавказским и иранским языкам, автор «Грамматики лезгинского языка» Л. И. Жирков. Тема его диссертации была связана с синтаксисом лезгинского языка. Окончив успешно аспирантуру, и защитив диссертацию по синтаксису лезгинского языка, М. М. Гаджиев вернулся в г. Махачкала. Несколько лет он работал заведующим сектором дагестанских языков Института истории, языка и литературы, имея уже степень кандидата филологических наук и звание старшего научного сотрудника. С этого времени началось серьёзное научное исследование М. М. Гаджиевым лезгинского языка.

## Творчество
В период научно-исследовательской и методической деятельности М. М. Гаджиева в Институте ЯЛИ АН СССР его волновали также и вопросы лексикологии и лексикографии. И здесь к решению всех вопросов М. М. Гаджиев подходил творчески, углубляя своё понимание, осмысление возникающей проблемы. Прежде чем составить словарь, он подготовил «Программу составления полного словаря». Здесь он останавливается на многих спорных и трудных вопросах при составлении словаря: слитное или раздельное написание составных частей сложного слова, как подавать в словаре слова с классными показателями (грамматическими показателями рода), когда они находятся в начале слова и т. д. Он даёт ответы на эти сложные и спорные вопросы в дагестанской лексикографии. Свои лексикологические взгляды М. М. Гаджиев изложил подробно в работе «Некоторые вопросы лезгинского литературного языка в свете произведений И. В. Сталина», изданной в альманахе «Дружба» на лезгинском языке" (1954, № 4). В статье разработана схема лексикологии лезгинского литературного языка и заложены основы теории становления и развития лезгинского литературного языка. Это — первая работа, посвящённая языку лезгинской художественной литературы. Автор определил перспективы и пути развития лексики лезгинского языка. Взгляды М. М. Гаджиева ярко отражены в его трудах, изданных в разные годы. М. М. Гаджиев — автор первого орфографического, первого терминологического, первого школьного русско-лезгинского, первого большого русско-лезгинского, соавтор первого лезгинско-русского словаря.
«Русско-лезгинский словарь», составленный М. М. Гаджиевым, содержит 35 000 слов и состоит из 964 страниц. Словарь охватывает основной словарный фонд лезгинского языка. Помимо общеупотребительной лексики лезгинского языка, в Словарь включены также новые слова и заимствования из других языков. Словарные статьи содержат разного рода стилистические пометы, богато представлены идиомы, подробно раскрываются значения слов, широк список иллюстративного материала. Словарь этот не чисто переводной, а переводнотолковый, так как для перевода многих русских слов в лезгинском языке отсутствуют эквиваленты. Такие слова в словаре объясняются путём описательного перевода или толкования.
В 1950-е годы в Дагестане велась огромная работа по планомерному исследованию диалектов дагестанских языков. Исследователь-диалектолог сталкивается с целым рядом трудностей: охват многочисленных населённых пунктов, отсутствие транспорта, бездорожье, бытовые условия, поиск хороших информаторов разных возрастов, определённое количество диалектов и говоров. С этой трудной задачей М. М. Гаджиев справился успешно, так как он приступил к исследованию лезгинских диалектов, имея за плечами богатый языковедческий опыт. К этой работе он относился серьёзно и ответственно. Он был убеждён, что развитие языка осуществляется в говорах, а говоры служат надёжным источником восстановления исторического прошлого языка и его носителей. Поэтому к исследованию диалектов относился ответственно. Он утверждал, что диалектный материал надо собирать только там, где живут носители говора или диалекта, причём собирать должен непосредственно сам исследователь диалектов. Исследование диалектов он начал с территории лезгин. М. М. Гаджиев сам с больными ногами несколько раз ездил в Азербайджан для сбора нового и очень необходимого полевого материала в тридцати сёлах Кусарского, Худатского и Кубинского районов Азербайджана.
Работу свою он начал с изучения работ предшественников по диалектологии. До М. М. Гаджиева первые попытки описания и классификации лезгинских диалектов делает П. К. Услар (1896), а вслед за ним советские учёные А. Н. Генко (1926; 1929) и Л. И. Жирков (1941). Прежде чем приступить к исследованию говоров, М. М. Гаджиев изучает имеющуюся литературу по диалектам, выражает своё мнение о них, а иногда и корректирует своих предшественников. Во вводной части своего исследования кубинского диалекта он определил своё отношение к исследованиям предшественников и высказал свои соображения и замечания.
Первая статья М. М. Гаджиева по диалектологии «О некоторых особенностях аныхского говора лезгинского языка» была опубликована при жизни автора, а объёмистая и очень интересная работа по кубинскому наречию «Кубинский диалект лезгинского языка», завершённая в 1955 году, долгие годы хранилась в Рукописном фонде Института ЯЛИ ДНЦ РАН. Наконец, она была издана в 1997 году. Подготовил её к изданию покойный А. Г. Гюльмагомедов (1936—2015). В монографии «Кубинский диалект лезгинского языка», написанной на основе говоров селений Гиль, Геде-Зейхур, Ясаб, Пирал, М. М. Гаджиев описывает фонетические и морфологические особенности первой группы говоров кубинского диалекта, речь которых отличается как от литературного, так и от ахтынского диалекта. Что же касается говоров второй группы, то, по его мнению, признаков ахтынского диалекта в них больше, чем в говорах центральной группы. «И эти говоры входят в кубинский диалект как смешанные, значительно отличающиеся от описанной нами группы». Диалекты, представленные на территории Азербайджана, мало исследованы. Лезгиноведам до сих пор неизвестна картина диалектного членения языка на этой территории. Гаджиев в своей работе, как это он обычно делает, даёт полное и подробное описание фонетики, морфологии и лексики кубинского диалекта. Интерес вызывают различные методы сбора полевого материала автором: запись связных текстов со слов рассказчика, запись подслушанных во время бесед фраз, запись ответов на поставленные вопросы и т. д. Монография «Кубинский диалект лезгинского языка» является первым и серьёзным исследованием по лезгинской диалектологии. М. М. Гаджиев был не только талантливым и выдающимся исследователем лезгинского языка, но и прекрасным поэтом.

## Критика
В кавказоведении М. М. Гаджиева считают самым компетентным специалистом по синтаксису дагестанских языков. По фундаментальным вопросам этой проблемы им написано большое количество статей. Все школьные учебники по синтаксису лезгинского языка, вышедшие с 1939 по 1960-е годы, были написаны М. М. Гаджиевым. В двух крупных монографиях «Синтаксис лезгинского языка. Часть I. Простое предложение» (Махачкала, 1954) и «Синтаксис лезгинского языка. Часть II. Сложное предложение» (Махачкала, 1963), по которым были защищены кандидатская и докторская диссертации, М. М. Гаджиевым оригинально и самостоятельно решены многие сложные синтаксические проблемы, волновавшие таких выдающихся лингвистов ХХ столетия. Обе монографии М. М. Гаджиева по синтаксису простого и сложного предложений лезгинского языка свидетельствуют о глубоком знании материала и широком лингвистическом кругозоре автора.

## Семья
У Магомеда Гаджиева была прекрасная семья. В его семье было четыре образованных сына. Старший сын Шигабудин успешно закончил институт нефти и химии в городе Баку. В апреле 1945 г. он погиб в Германии. Второй сын Фахрудин по специальности был агрономом, третий сын Камал — инженером-нефтяником. Он много лет работал переводчиком в Даградио, а в последние годы — в Дагнефти. Четвёртый сын Джалал закончил автодорожный институт в Пятигорске. Работал в г. Махачкала главным инженером автопарка. 20 марта 1958 года, Магомед Гаджиев умер через год после защиты докторской диссертации. Работы М. М. Гаджиева вошли в золотой фонд дагестанской лингвистики. М. М. Гаджиев останется в истории нашей науки выдающимся высокообразованным и талантливым учёным, необыкновенно трудолюбивым, опытным руководителем, организатором науки.

## Награды
Верховный Совет СССР наградил М. М. Гаджиева орденом «Знак Почёта», медалями «За оборону Кавказа», «За доблестный труд в Великой Отечественной войне 1941—1945 гг.», а Наркомпрос РСФСР наградил его значком «Отличник просвещения».

## Память
Имя М. М. Гаджиева увековечено его потомками. Именем М. М. Гаджиева названа Магарамкентская школа № 1, в которой он учился, и одна из улиц селения Магарамкент. А редакция «Лезги газет» ежегодно с 2000 года награждает специальной премией имени М. М. Гаджиева учёных, журналистов, поэтов, вносящих свой заметный вклад в изучение, сохранение и развитие лезгинского языка.

## Основные работы
- Лезгинско-русский словарь. 1950.
- Русско-лезгинский словарь. Махачкала. 1963.
- Синтаксис лезгинского языка. Ч. 1. Простое предложение. Махачкала, 1954. Ч.2. Сложное предложение. Махачкала. 1963.
- Кубинский диалект лезгинского языка // М. М. Гаджиев. Из лингвистического наследия. Махачкала, 1997. С. 47-151.

1. 1 2  Gadžijev, Magomed Magomedovič // Чешская национальная авторитетная база данных